# Az Újpest FC 2012–2013-as szezonja
Ez a szócikk az Újpest FC 2012–2013-as szezonjáról szól, mely sorozatban a 101., összességében pedig a 107. idénye a csapatnak a magyar első osztályban. A klub fennállásának ekkor volt a 127. évfordulója. A szezon 2012 júliusában kezdődött, és 2013 júniusában ért véget.
A csapat új vezetőedzővel vágott neki az idénynek, a belga Jos Daerden személyében.

## Játékoskeret
2012. augusztus 31-i állapot szerint.
| No. |     | Poszt | Játékos              |
| --- | --- | ----- | -------------------- |
| 1   | HUN | K     | Balajcza Szabolcs    |
| 3   | HUN | V     | Vermes Krisztián     |
| 4   | SRB | KP    | Filip Stanisavljević |
| 5   | ITA | V     | Alessandro Iandoli   |
| 6   | SRB | KP    | Dušan Vasiljević     |
| 7   | HUN | KP    | Simon Krisztián      |
| 8   | HUN | V     | Szélesi Zoltán       |
| 9   | BRA | CS    | Bruno Moraes         |
| 10  | HUN | KP    | Barczi Dávid         |
| 11  | ISR | CS    | Yadin Zaris          |
| 15  | BEL | KP    | Nikolas Proesmans    |
| 16  | HUN | CS    | Lázár Bence          |
| 17  | ESP | V     | José María Antón     |
| 18  | FRA | KP    | Grégory Christ       |

| No. |     | Poszt | Játékos          |
| --- | --- | ----- | ---------------- |
| 19  | HUN | KP    | Balogh Balázs    |
| 21  | HUN | KP    | Remili Mohamed   |
| 22  | HUN | CS    | Kabát Péter      |
| 23  | HUN | K     | Banai Dávid      |
| 24  | HUN | V     | Pollák Zoltán    |
| 26  | HUN | V     | Szokol Zsolt     |
| 27  | HUN | KP    | Kovács Dániel    |
| 29  | HUN | V     | Litauszki Róbert |
| 32  | COD | CS    | Bavon Tshibuabua |
| 34  | BEL | V     | Naïm Aarab       |
| 35  | BIH | V     | Bojan Mihajlović |
| 36  | HUN | K     | Horváth Tamás    |
| 40  | HUN | K     | Floszmann Tamás  |

## Átigazolások

### Átigazolások nyáron
| No. |     | Poszt | Játékos                                           |
| --- | --- | ----- | ------------------------------------------------- |
| 4   | SRB | KP    | Filip Stanisavljević (Javor Ivanjica)             |
| 5   | ITA | V     | Alessandro Iandoli (Sint-Truiden)                 |
| 8   | HUN | V     | Szélesi Zoltán (N.E.C.)                           |
| 11  | ISR | CS    | Yadin Zaris (Standard Liège, kölcsönbe)           |
| 17  | ESP | V     | José María Antón (szabadon igazolható)            |
| 18  | FRA | KP    | Grégory Christ (Sint-Truiden)                     |
| 32  | COD | CS    | Bavon Tshibuabua (Beerschot AC)                   |
| 34  | BEL | V     | Naïm Aarab (szabadon igazolható)                  |
| ##  | TOG | KP    | Henri Eninful (Standard Liège)                    |
| ##  | HUN | V     | Rubus Tamás (Vasas, lejárt a kölcsönszerződése)   |
| ##  | HUN | CS    | Szabó Bence (Vasas, lejárt a kölcsönszerződése)   |
| ##  | HUN | V     | Takács Zoltán (Vasas, lejárt a kölcsönszerződése) |

| No. |     | Poszt | Játékos                                           |
| --- | --- | ----- | ------------------------------------------------- |
| 4   | SRB | KP    | Filip Stanisavljević (Javor Ivanjica)             |
| 5   | ITA | V     | Alessandro Iandoli (Sint-Truiden)                 |
| 8   | HUN | V     | Szélesi Zoltán (N.E.C.)                           |
| 11  | ISR | CS    | Yadin Zaris (Standard Liège, kölcsönbe)           |
| 17  | ESP | V     | José María Antón (szabadon igazolható)            |
| 18  | FRA | KP    | Grégory Christ (Sint-Truiden)                     |
| 32  | COD | CS    | Bavon Tshibuabua (Beerschot AC)                   |
| 34  | BEL | V     | Naïm Aarab (szabadon igazolható)                  |
| ##  | TOG | KP    | Henri Eninful (Standard Liège)                    |
| ##  | HUN | V     | Rubus Tamás (Vasas, lejárt a kölcsönszerződése)   |
| ##  | HUN | CS    | Szabó Bence (Vasas, lejárt a kölcsönszerződése)   |
| ##  | HUN | V     | Takács Zoltán (Vasas, lejárt a kölcsönszerződése) |

| No. |     | Poszt | Játékos                                                    |
| --- | --- | ----- | ---------------------------------------------------------- |
| 2   | HUN | V     | Fodor Marcell (BFC Siófok, kölcsönbe)                      |
| 5   | HUN | V     | Kiss Zoltán (Békéscsabai Előre)                            |
| 8   | HUN | CS    | Rajczi Péter (Újpest II)                                   |
| 9   | SRB | KP    | Nikon Jevtić                                               |
| 17  | HUN | KP    | Bognár István (Mezőkövesd-Zsóry)                           |
| 18  | MNE | KP    | Darko Marković                                             |
| 20  | HUN | KP    | Nagy Patrik (Kecskeméti TE)                                |
| 25  | HUN | V     | Dvorschák Gábor (Carl Zeiss Jena)                          |
| 28  | HUN | KP    | Tajthy Tamás (Újpest II)                                   |
| 30  | HUN | CS    | Zamostny Balázs (BFC Siófok)                               |
| 31  | HUN | CS    | Szabó Bence (Újpest II)                                    |
| 32  | TOG | KP    | Henri Eninful (Standard Liège, lejárt a kölcsönszerződése) |
| 34  | HUN | V     | Lipták Zoltán (Győri ETO)                                  |
| ##  | HUN | KP    | Egerszegi Tamás (BFC Siófok, kölcsönbe)                    |
| ##  | HUN | V     | Rubus Tamás (Újpest II)                                    |
| ##  | HUN | V     | Takács Zoltán (Újpest II)                                  |

| No. |     | Poszt | Játékos                                                    |
| --- | --- | ----- | ---------------------------------------------------------- |
| 2   | HUN | V     | Fodor Marcell (BFC Siófok, kölcsönbe)                      |
| 5   | HUN | V     | Kiss Zoltán (Békéscsabai Előre)                            |
| 8   | HUN | CS    | Rajczi Péter (Újpest II)                                   |
| 9   | SRB | KP    | Nikon Jevtić                                               |
| 17  | HUN | KP    | Bognár István (Mezőkövesd-Zsóry)                           |
| 18  | MNE | KP    | Darko Marković                                             |
| 20  | HUN | KP    | Nagy Patrik (Kecskeméti TE)                                |
| 25  | HUN | V     | Dvorschák Gábor (Carl Zeiss Jena)                          |
| 28  | HUN | KP    | Tajthy Tamás (Újpest II)                                   |
| 30  | HUN | CS    | Zamostny Balázs (BFC Siófok)                               |
| 31  | HUN | CS    | Szabó Bence (Újpest II)                                    |
| 32  | TOG | KP    | Henri Eninful (Standard Liège, lejárt a kölcsönszerződése) |
| 34  | HUN | V     | Lipták Zoltán (Győri ETO)                                  |
| ##  | HUN | KP    | Egerszegi Tamás (BFC Siófok, kölcsönbe)                    |
| ##  | HUN | V     | Rubus Tamás (Újpest II)                                    |
| ##  | HUN | V     | Takács Zoltán (Újpest II)                                  |

## Statisztikák
Utolsó elszámolt mérkőzés dátuma: 2013. június 2.

### Mérkőzések
| Lejátszott mérkőzések száma        | 37 (30 OTP Bank Liga, 1 Magyar kupa, 6 Ligakupa)   |
| Győzelmek száma                    | 13 (11 OTP Bank Liga, 0 Magyar kupa, 2 Ligakupa)   |
| Döntetlenek száma                  | 8 (8 OTP Bank Liga, 0 Magyar kupa, 0 Ligakupa)     |
| Vereségek száma                    | 16 (11 OTP Bank Liga, 1 Magyar kupa, 4 Ligakupa)   |
| Szerzett gólok száma               | 50                                                 |
| Kapott gólok száma                 | 62                                                 |
| Gólkülönbség                       | –12                                                |
| Sárga lapok                        | 80                                                 |
| Kiállítások                        | 5                                                  |
| Legtöbbet figyelmeztetett játékos  | José María Antón (10 , 1 )                         |
| Legnagyobb arányú győzelem         | Újpest 3–0 Egri FC (2012. 11. 02.)                 |
| Legnagyobb arányú vereség          | Újpest 0–6 Paksi FC (2013. 03. 02.)                |
| Legmagasabb hazai nézőszám         | 9 827 néző, Újpest 2–1 Ferencváros (2012. 08. 19.) |
| Legalacsonyabb hazai nézőszám      | 150 néző, Újpest 3–2 Diósgyőr (2012. 12. 05.)      |
| Legtöbbször pályára lépett játékos | Balajcza Szabolcs (31 mérkőzés)                    |
| Házi gólkirály                     | Kabát Péter (14 )                                  |
| Pontok                             | 47/111 (42,34%)                                    |

### Kiírások
| Kiírás        | Statisztikák | Statisztikák | Statisztikák | Statisztikák | Statisztikák | Statisztikák | Kezdő forduló | Végső forduló/ helyezés | Mérkőzések dátumai | Mérkőzések dátumai |
| Kiírás        | M            | GY           | D            | V            | LG–KG        | GK           | Kezdő forduló | Végső forduló/ helyezés | Első               | Utolsó             |
| ------------- | ------------ | ------------ | ------------ | ------------ | ------------ | ------------ | ------------- | ----------------------- | ------------------ | ------------------ |
| OTP Bank Liga | 30           | 11           | 8            | 11           | 40–42        | –2           | —             |                         | 2012. 07. 27.      | 2013. 06. 02.      |
| Magyar kupa   | 1            | 0            | 0            | 1            | 1–2          | –1           | 2. forduló    | 2. forduló              | 2012. 09. 26.      | 2012. 09. 26.      |
| Ligakupa      | 6            | 2            | 0            | 4            | 9–18         | –9           | Csoportkör    | Csoportkör              | 2012. 09. 05.      | 2012. 12. 05.      |

## OTP Bank Liga

### Mérkőzések
| 1. forduló 2012. július 27. 19:00 |

| Diósgyőr                                  | 2 – 1               | Újpest                                         |
| ----------------------------------------- | ------------------- | ---------------------------------------------- |
| Fernando 29' Seydi 65' Nagy 58' Gohér 83' | (1 – 1) Jegyzőkönyv | Vermes 42' Christ 24' Mihajlović 28' Aarab 38′ |

| DVTK-stadion, Miskolc Nézőszám: 10 000 Játékvezető: Németh Ádám (magyar) |

| 2. forduló 2012. augusztus 5. 15:30 |

| Újpest                              | 0 – 1               | Videoton                                                |
| ----------------------------------- | ------------------- | ------------------------------------------------------- |
| Christ 30' Mihajlović 31' Kabát 45' | (0 – 0) Jegyzőkönyv | Torghelle 66' 25' Vinícius 42′ Božović 78' Szolnoki 81′ |

| Szusza Ferenc Stadion, Budapest Nézőszám: 3 457 Játékvezető: Iványi Zoltán (magyar) |

| 3. forduló 2012. augusztus 12. 18:30 |

| Paksi FC                                 | 2 – 2               | Újpest                                                      |
| ---------------------------------------- | ------------------- | ----------------------------------------------------------- |
| Simon 23' Éger 39' Heffler 28' Szabó 61′ | (1 – 2) Jegyzőkönyv | Zaris 19' 40' Remili 55' Proesmans 38' Christ 50' Antón 57' |

| Fehérvári út, Paks Nézőszám: 3 000 Játékvezető: Erdős József (magyar) |

| 4. forduló 2012. augusztus 19. 16:30 |

| Újpest                                                                          | 2 – 1               | Ferencváros                  |
| ------------------------------------------------------------------------------- | ------------------- | ---------------------------- |
| Kabát 28' Tshibuabua 90+4' Christ 60' Remili 70' Stanisavljević 90' Antón 90+1' | (1 – 0) Jegyzőkönyv | Orosz 90' Sváb 27' Čukić 35' |

| Szusza Ferenc Stadion, Budapest Nézőszám: 9 827 Játékvezető: Bognár Tamás (magyar) |

| 5. forduló 2012. augusztus 24. 19:00 |

| MTK Budapest                             | 2 – 1               | Újpest                                    |
| ---------------------------------------- | ------------------- | ----------------------------------------- |
| Iandoli 55' (öngól) Csiki 73' Vukmir 42' | (0 – 0) Jegyzőkönyv | Kabát 47' Mohamed 17' Aarab 64' Antón 67' |

| Hidegkuti Nándor Stadion, Budapest Nézőszám: 2 300 Játékvezető: Becséri Dániel (magyar) |

| 6. forduló 2012. szeptember 2. 16:30 |

| Újpest     | 0 – 0               | Debreceni VSC |
| ---------- | ------------------- | ------------- |
| Christ 64' | (0 – 0) Jegyzőkönyv |               |

| Szusza Ferenc Stadion, Budapest Nézőszám: 3 617 Játékvezető: Fábián Mihály (magyar) |

| 7. forduló 2012. szeptember 14. 17:00 |

| Kaposvári Rákóczi                                      | 0 – 0               | Újpest                                        |
| ------------------------------------------------------ | ------------------- | --------------------------------------------- |
| Pavlović 11' Petrazzi 38' Okuka 51' Bank 61' Zámbó 78' | (0 – 0) Jegyzőkönyv | Remili 21' Kabát 51' Aarab 52' Vasiljević 79' |

| Rákóczi Stadion, Kaposvár Nézőszám: 2 000 Játékvezető: Kassai Viktor (magyar) |

| 8. forduló 2012. szeptember 22. 14:00 |

| Újpest                       | 2 – 1               | Kecskeméti TE                                    |
| ---------------------------- | ------------------- | ------------------------------------------------ |
| Kabát 42' Vasiljević 45' 66' | (2 – 1) Jegyzőkönyv | Litsingi 38' (11-esből) Pekár 59' Luis Ramos 85′ |

| Szusza Ferenc Stadion, Budapest Nézőszám: 2 500 Játékvezető: Vad II. István (magyar) |

| 9. forduló 2012. szeptember 30. 18:30 |

| Pécsi MFC           | 1 – 3               | Újpest                                                         |
| ------------------- | ------------------- | -------------------------------------------------------------- |
| Grumić 5' Akran 14' | (1 – 2) Jegyzőkönyv | Simon 6' Kabát 43' Vasiljević 72' Antón 85' Stanisavljević 90' |

| PMFC Stadion, Pécs Nézőszám: 3 000 Játékvezető: Solymosi Péter (magyar) |

| 10. forduló 2012. október 6. 14:00 |

| Újpest                       | 1 – 1               | Lombard Pápa                                                        |
| ---------------------------- | ------------------- | ------------------------------------------------------------------- |
| Kabát 22' Stanisavljević 74' | (1 – 0) Jegyzőkönyv | Aarab 79' (öngól) Présinger 32' Tóth B. 65' Szűcs 90+1' Marić 90+3' |

| Szusza Ferenc Stadion, Budapest Nézőszám: 3 422 Játékvezető: Berke Balázs (magyar) |

| 11. forduló 2012. október 21. 18:30 |

| Győri ETO                                                          | 3 – 2               | Újpest                                                                        |
| ------------------------------------------------------------------ | ------------------- | ----------------------------------------------------------------------------- |
| Varga 60' Aarab 82' (öngól) Kamber 90+2' Lipták 56′ Střeštík 90+2' | (0 – 0) Jegyzőkönyv | Kabát 47' 56' (11-esből) Vasiljević 41' Szélesi 45′ Christ 48' Balajcza 90+2' |

| ETO Park, Győr Nézőszám: 5 800 Játékvezető: Takács János (magyar) |

| 12. forduló 2012. október 27. 14:00 |

| Budapest Honvéd                                                                        | 2 – 2               | Újpest                                       |
| -------------------------------------------------------------------------------------- | ------------------- | -------------------------------------------- |
| Délczeg 8' (11-esből) Abass 65' Tandia 44' Vécsei 63' Ikenne 77' Diarra 84′ Hidi 90+1' | (1 – 1) Jegyzőkönyv | Kabát 45' Zaris 73' Antón 79' Vasiljević 86' |

| Bozsik József Stadion, Budapest Nézőszám: 4 000 Játékvezető: Fábián Mihály (magyar) |

| 13. forduló 2012. november 2. 19:00 |

| Újpest                               | 3 – 0               | Egri FC                                   |
| ------------------------------------ | ------------------- | ----------------------------------------- |
| Vasiljević 14' Moraes 65' Balogh 87' | (1 – 0) Jegyzőkönyv | Kovács 2' Balog 37' Dobrić 49' Németh 72' |

| Szusza Ferenc Stadion, Budapest Nézőszám: 3 047 Játékvezető: Szabó Zsolt (magyar) |

| 14. forduló 2012. november 10. 14:00 |

| Haladás                                                   | 2 – 0               | Újpest                            |
| --------------------------------------------------------- | ------------------- | --------------------------------- |
| Iszlai 70' (11-esből) Kenesei 90+3' Simon 73' Andorka 87' | (0 – 0) Jegyzőkönyv | Remili 29' Iandoli 63′ Christ 69′ |

| Rohonci út, Szombathely Nézőszám: 2 000 Játékvezető: Andó-Szabó Sándor (magyar) |

| 15. forduló 2012. november 16. 19:00 |

| Újpest                                                                        | 4 – 2               | BFC Siófok                                |
| ----------------------------------------------------------------------------- | ------------------- | ----------------------------------------- |
| Moraes 27' Kabát 64' 90+1' Antón 84' 86' Vermes 45' Proesmans 73' Horváth 74' | (1 – 2) Jegyzőkönyv | Melczer 20' 37' Dajić 40' Deák István 49' |

| Szusza Ferenc Stadion, Budapest Nézőszám: 2 457 Játékvezető: Kassai Viktor (magyar) |

| 16. forduló 2012. november 25. 16:30 |

| Újpest                                                      | 1 – 1               | Diósgyőr                                                            |
| ----------------------------------------------------------- | ------------------- | ------------------------------------------------------------------- |
| Moraes 19' Vermes 43' Vasiljević 50' Christ 83' Simon 90+2' | (1 – 0) Jegyzőkönyv | Tisza 66' Takács 7' Rudolf 29' Csirszki 78' Bogáti 83' Gallardo 86' |

| Szusza Ferenc Stadion, Budapest Nézőszám: 3 612 Játékvezető: Solymosi Péter (magyar) |

| 17. forduló 2012. december 2. 16:30 |

| Videoton                       | 1 – 1               | Újpest               |
| ------------------------------ | ------------------- | -------------------- |
| Renato Neto 26' 79' Kovács 23' | (1 – 1) Jegyzőkönyv | Remili 8' Balogh 25' |

| Sóstói Stadion, Székesfehérvár Nézőszám: 3 124 Játékvezető: Kassai Viktor (magyar) |

| 18. forduló 2013. március 2. 16:00 |

| Újpest                             | 0 – 6               | Paksi FC                                                    |
| ---------------------------------- | ------------------- | ----------------------------------------------------------- |
| Balajcza 25' Sztaniszavljevics 48' | (0 – 3) Jegyzőkönyv | Lázok 16' (11-esből) 36' 71' 82' Tököli 39' 78' Könyves 25' |

| Szusza Ferenc Stadion, Budapest Nézőszám: 2 717 Játékvezető: Becséri Dániel (magyar) |

| 19. forduló 2013. március 10. 16:30 |

| Ferencváros             | 2 – 1               | Újpest                   |
| ----------------------- | ------------------- | ------------------------ |
| Somália 41' Čukić 90+3' | (1 – 0) Jegyzőkönyv | Kabát 51' 47' Christ 45' |

| Albert Flórián Stadion, Budapest Nézőszám: 17 000 Játékvezető: Solymosi Péter (magyar) |

| 20. forduló 2013. április 30. 18:00 |

| Újpest                                 | 1 – 1               | MTK Budapest          |
| -------------------------------------- | ------------------- | --------------------- |
| Vasiljević 12' 87' Antón 64' Lázár 85' | (1 – 0) Jegyzőkönyv | Kanta 90' Hidvégi 68' |

| Szusza Ferenc Stadion, Budapest Nézőszám: 2 574 Játékvezető: Andó-Szabó Sándor (magyar) |

- Elhalasztott mérkőzés.

| 21. forduló 2013. március 31. 16:30 |

| Debreceni VSC | 0 – 1               | Újpest                     |
| ------------- | ------------------- | -------------------------- |
| Szakály 64'   | (0 – 1) Jegyzőkönyv | Šimac 9' (öngól) Lázár 60' |

| Oláh Gábor utca, Debrecen Nézőszám: 4 000 Játékvezető: Bognár Tamás (magyar) |

| 22. forduló 2013. április 5. 17:00 |

| Újpest                       | 1 – 0               | Kaposvári Rákóczi                 |
| ---------------------------- | ------------------- | --------------------------------- |
| Vasiljević 32' 38' Kabát 84' | (1 – 0) Jegyzőkönyv | Šafarić 32' Petrazzi 70' Oláh 76' |

| Szusza Ferenc Stadion, Budapest Nézőszám: 1 500 Játékvezető: Németh Ádám (magyar) |

| 23. forduló 2013. április 14. 18:30 |

| Kecskeméti TE                                 | 1 – 0               | Újpest                            |
| --------------------------------------------- | ------------------- | --------------------------------- |
| Mogyorósi 61' Varga 23' Forró 79' Savić 90+2' | (0 – 0) Jegyzőkönyv | Balogh 15' Szélesi 47' Vermes 78' |

| Széktói Stadion, Kecskemét Nézőszám: 2 122 Játékvezető: Andó-Szabó Sándor (magyar) |

| 24. forduló 2013. április 19. 19:00 |

| Újpest                                                          | 4 – 2               | Pécsi MFC                                                                 |
| --------------------------------------------------------------- | ------------------- | ------------------------------------------------------------------------- |
| Kabát 2' 7' (11-esből) Moraes 19' 48' Vasiljević 79' Vermes 35' | (3 – 1) Jegyzőkönyv | Wittrédi 35' (11-esből) Simon 81' Gaál 6' Grumić 26' Lantos 39' Akran 48' |

| Szusza Ferenc Stadion, Budapest Nézőszám: 2 347 Játékvezető: Farkas Ádám (magyar) |

| 25. forduló 2013. április 27. 16:00 |

| Lombard Pápa  | 0 – 1               | Újpest              |
| ------------- | ------------------- | ------------------- |
| Griffiths 66′ | (0 – 0) Jegyzőkönyv | Antón 80' Lázár 75' |

| Perutz Stadion, Pápa Nézőszám: 2 700 Játékvezető: Oláh Gábor (magyar) |

| 26. forduló 2013. május 5. 16:30 |

| Újpest                              | 1 – 2               | Győri ETO                                    |
| ----------------------------------- | ------------------- | -------------------------------------------- |
| Vasiljević 30' Antón 55' Balogh 72' | (1 – 0) Jegyzőkönyv | Andrić 56' 77' Střeštík 90+3' Kronaveter 63' |

| Szusza Ferenc Stadion, Budapest Nézőszám: 3 548 Játékvezető: Solymosi Péter (magyar) |

| 27. forduló 2013. május 11. 18:30 |

| Újpest                                                                 | 2 – 4               | Budapest Honvéd                                             |
| ---------------------------------------------------------------------- | ------------------- | ----------------------------------------------------------- |
| Christ 86' 27' Remili 90+2' Antón 34' Simon 51' Balogh 76' Szélesi 87' | (0 – 2) Jegyzőkönyv | Martínez 8' 52' 69' Lovrić 19' 76' Tandia 22' Živanović 74' |

| Szusza Ferenc Stadion, Budapest Nézőszám: 4 152 Játékvezető: Szabó Zsolt (magyar) |

| 28. forduló 2013. május 18. 16:00 |

| Egri FC                 | 1 – 2               | Újpest                               |
| ----------------------- | ------------------- | ------------------------------------ |
| Horváth 76' Vidović 87' | (0 – 1) Jegyzőkönyv | Tshibuabua 24' Simon 72' Szélesi 87' |

| Ligeti Stadion, Vác Nézőszám: 300 Játékvezető: Fábián Mihály (magyar) |

| 29. forduló 2013. május 24. 17:00 |

| Újpest               | 0 – 1               | Haladás                                   |
| -------------------- | ------------------- | ----------------------------------------- |
| Iandoli 5' Antón 77' | (0 – 0) Jegyzőkönyv | Radó 90' Nagy 18' Simon 51' Devecseri 61' |

| Szusza Ferenc Stadion, Budapest Nézőszám: 2 284 Játékvezető: Erdős József (magyar) |

| 30. forduló 2013. június 2. 16:30 |

| BFC Siófok | 0 – 1               | Újpest                      |
| ---------- | ------------------- | --------------------------- |
| Gál 68'    | (0 – 0) Jegyzőkönyv | Zamostny 90' Mihajlović 60' |

| Révész Géza utca, Siófok Nézőszám: 2 200 Játékvezető: Farkas Ádám (magyar) |

### A végeredmény
| #   | Csapat                | M  | GY | D  | V  | G+ – G– | GK  | P  | Megjegyzések                                   |
| --- | --------------------- | -- | -- | -- | -- | ------- | --- | -- | ---------------------------------------------- |
| 1.  | Győri ETO (B)         | 30 | 19 | 7  | 4  | 57–33   | +24 | 64 | 2013–2014-es Bajnokok Ligája – 2. selejtezőkör |
| 2.  | Videoton (I)          | 30 | 16 | 6  | 8  | 52–24   | +28 | 54 | 2013–2014-es Európa-liga – 1. selejtezőkör     |
| 3.  | Budapest Honvéd (I)   | 30 | 15 | 7  | 8  | 50–36   | +14 | 52 | 2013–2014-es Európa-liga – 1. selejtezőkör     |
| 4.  | MTK BudapestÚ         | 30 | 15 | 6  | 9  | 43–30   | +13 | 51 |                                                |
| 5.  | Ferencváros           | 30 | 13 | 10 | 7  | 51–36   | +15 | 49 |                                                |
| 6.  | Debreceni VSCCV (KGY) | 30 | 14 | 4  | 12 | 47–36   | +11 | 46 | 2013–2014-es Európa-liga – 2. selejtezőkör1    |
| 7.  | Kecskeméti TE         | 30 | 12 | 8  | 10 | 42–42   | 0   | 44 |                                                |
| 8.  | Haladás               | 30 | 11 | 11 | 8  | 36–27   | +9  | 44 |                                                |
| 9.  | Újpest                | 30 | 11 | 8  | 11 | 40–42   | −2  | 41 |                                                |
| 10. | Diósgyőr              | 30 | 9  | 11 | 10 | 31–39   | −8  | 38 |                                                |
| 11. | Kaposvári Rákóczi     | 30 | 10 | 7  | 13 | 35–38   | −3  | 37 |                                                |
| 12. | Pécsi MFC             | 30 | 10 | 7  | 13 | 33–44   | −11 | 37 |                                                |
| 13. | Paksi FC              | 30 | 8  | 11 | 11 | 40–38   | +2  | 35 |                                                |
| 14. | Lombard Pápa          | 30 | 7  | 7  | 16 | 26–46   | −20 | 28 |                                                |
| 15. | BFC Siófok (K)        | 30 | 7  | 4  | 19 | 31–61   | −30 | 25 | NB II                                          |
| 16. | Egri FCÚ (K)          | 30 | 3  | 6  | 21 | 25–67   | −42 | 15 | NB II                                          |

Forrás: MLSZ adatbank 
A rangsorolás alapszabályai: 1. összpontszám, 2. győzelmek száma, 3. gólkülönbség, 4. szerzett gólok száma, 5. egymás elleni eredmények összpontszáma,  6. egymás elleni eredmények gólkülönbsége, 7. egymás elleni eredmények szerzett góljainak száma, 8. egymás elleni eredmények idegenben szerzett góljainak száma.
1 A Debreceni VSC a 2013–14-es Európa-liga 2. selejtezőkörében indulhat, kupagyőztesként.
(B): Bajnokcsapat, (K): Kieső csapat, (F): Feljutó csapat, (I): Kupainduló, (R): A rájátszás győztese, (KGY): Kupagyőztes

### Eredmények összesítése
Az alábbi táblázatban összesítve szerepelnek az Újpest FC 2012/13-as bajnokságban elért eredményei.
| Ősz/tavasz (forduló)    | Otthon | Otthon | Otthon | Otthon | Otthon | Otthon | Otthon | Idegenben | Idegenben | Idegenben | Idegenben | Idegenben | Idegenben | Idegenben |
| Ősz/tavasz (forduló)    | M      | GY     | D      | V      | LG–KG  | GK     | P      | M         | GY        | D         | V         | LG–KG     | GK        | P         |
| ----------------------- | ------ | ------ | ------ | ------ | ------ | ------ | ------ | --------- | --------- | --------- | --------- | --------- | --------- | --------- |
| Őszi szezon (1–17.)     | 8      | 4      | 3      | 1      | 13–7   | +6     | 15     | 9         | 1         | 4         | 4         | 12–15     | –3        | 7         |
| Tavaszi szezon (18–30.) | 7      | 2      | 1      | 4      | 9–16   | –7     | 7      | 6         | 4         | 0         | 2         | 6–4       | +2        | 12        |
| Összesen (1–30.)        | 15     | 6      | 4      | 5      | 22–23  | –1     | 22     | 15        | 5         | 4         | 6         | 18–19     | –1        | 19        |

### Helyezések fordulónként
| Forduló  | 1  | 2  | 3  | 4  | 5  | 6  | 7  | 8  | 9  | 10 | 11 | 12 | 13 | 14 | 15 | 16 | 17 | 18 | 19 | 20 | 21 | 22 | 23 | 24 | 25 | 26 | 27 | 28 | 29 | 30 |
| -------- | -- | -- | -- | -- | -- | -- | -- | -- | -- | -- | -- | -- | -- | -- | -- | -- | -- | -- | -- | -- | -- | -- | -- | -- | -- | -- | -- | -- | -- | -- |
| Helyszín | I  | O  | I  | O  | I  | O  | I  | O  | I  | O  | I  | I  | O  | I  | O  | O  | I  | O  | I  | O  | I  | O  | I  | O  | I  | O  | O  | I  | O  | I  |
| Eredmény | V  | V  | D  | GY | V  | D  | D  | GY | GY | D  | V  | D  | GY | V  | GY | D  | D  | V  | V  | D  | GY | GY | V  | GY | GY | V  | V  | GY | V  | GY |
| Helyezés | 13 | 16 | 14 | 11 | 11 | 12 | 13 | 11 | 8  | 8  | 9  | 10 | 9  | 11 | 8  | 8  | 10 | 11 | 12 | 13 | 11 | 8  | 12 | 9  | 8  | 8  | 9  | 9  | 9  | 9  |

Helyszín: O = Otthon; I = Idegenben. Eredmény: GY = Győzelem; D = Döntetlen; V = Vereség.

## Magyar kupa
2. forduló
| 2012. szeptember 26. 15:30 |

| Kazincbarcika (NB II)                     | 2 – 1               | Újpest    |
| ----------------------------------------- | ------------------- | --------- |
| Chupe 27' Szélesi 89' (öngól) Enguené 29' | (1 – 0) Jegyzőkönyv | Kabát 67' |

| Pete András Stadion, Kazincbarcika Nézőszám: 1 000 Játékvezető: Erdős József (magyar) |

Továbbjutott a Kazincbarcika, 2–1-es összesítéssel.

## Ligakupa

### Csoportkör (E csoport)
| 1. forduló 2012. szeptember 5. 18:00 |

| Diósgyőr                                                      | 3 – 2               | Újpest                                                              |
| ------------------------------------------------------------- | ------------------- | ------------------------------------------------------------------- |
| Tisza 26' 69' 79' Vági 46' Bogáti 49′ Csirszki 73' Nagy 90+1' | (1 – 0) Jegyzőkönyv | Horváth 81' 90+1' (11-esből) Proesmans 63' Horváth 73' Kálmán 90+2' |

| DVTK-stadion, Miskolc Nézőszám: 1 400 Játékvezető: Szőts Gergely (magyar) |

| 2. forduló 2012. szeptember 7. 14:00 |

| Újpest                           | 2 – 5               | Egri FC                                                  |
| -------------------------------- | ------------------- | -------------------------------------------------------- |
| Kálmán 6' Szabó 75' Baranyai 36' | (1 – 2) Jegyzőkönyv | Piller 32' Koós 37' (11-esből) 76' Németh 55' Tchami 86' |

| Szusza Ferenc Stadion, Budapest Nézőszám: 200 Játékvezető: Szilasi Szabolcs (magyar) |

| 3. forduló 2012. október 10. 17:00 |

| Újpest                      | 2 – 1               | Debreceni VSC                                     |
| --------------------------- | ------------------- | ------------------------------------------------- |
| Toricska 41' 62' Bognár 38' | (1 – 0) Jegyzőkönyv | Kulcsár 48' (11-esből) Ferenczi 76' Ludánszki 79' |

| Szusza Ferenc Stadion, Budapest Nézőszám: 300 Játékvezető: Takács János (magyar) |

| 4. forduló 2012. október 14. 18:30 |

| Debreceni VSC                                        | 3 – 0               | Újpest                                                 |
| ---------------------------------------------------- | ------------------- | ------------------------------------------------------ |
| Korhut 28' 70' 58' Coulibaly 38' Lucas 63' Varga 81' | (2 – 0) Jegyzőkönyv | Banai 27' Eninful 33' Pollák 49' Sztaniszavljevics 72' |

| Oláh Gábor utca, Debrecen Nézőszám: 1 200 Játékvezető: Oláh Gábor (magyar) |

| 5. forduló 2012. november 13. 13:00 |

| Egri FC                       | 4 – 0               | Újpest               |
| ----------------------------- | ------------------- | -------------------- |
| Horváth 4' 37' 40' Albert 20' | (4 – 0) Jegyzőkönyv | Rubus 53' Kálmán 78' |

| Szentmarjay Tibor Stadion, Eger Nézőszám: 100 Játékvezető: Böcskei Balázs (magyar) |

| 6. forduló 2012. december 5. 15:00 |

| Újpest                                     | 3 – 2               | Diósgyőr                       |
| ------------------------------------------ | ------------------- | ------------------------------ |
| Kovács 35' Mihajlović 37' 87' 39' Erős 71' | (2 – 0) Jegyzőkönyv | Nagy 59' Tisza 90+2' Hanek 13′ |

| Szusza Ferenc Stadion, Budapest Nézőszám: 150 Játékvezető: Becséri Dániel (magyar) |

### Az E csoport végeredménye
| Csapat        | M | Gy | D | V | G+ | G– | Gk | P  |
| ------------- | - | -- | - | - | -- | -- | -- | -- |
| Debreceni VSC | 6 | 4  | 0 | 2 | 13 | 6  | +7 | 12 |
| Egri FC       | 6 | 4  | 0 | 2 | 13 | 9  | +4 | 12 |
| Diósgyőr      | 6 | 2  | 0 | 4 | 11 | 13 | –2 | 6  |
| Újpest        | 6 | 2  | 0 | 4 | 9  | 18 | –9 | 6  |